# Cryptocarya impressivena
Cryptocarya impressivena är en lagerväxtart som beskrevs av Kanehira & Hiatusima. Cryptocarya impressivena ingår i släktet Cryptocarya och familjen lagerväxter. Inga underarter finns listade i Catalogue of Life.